# Kebabpizza Slivovitza
Kebabpizza Slivovitza är en låt som framfördes i den svenska Melodifestivalen 2008 av gruppen Andra generationen. Den slogs ut i semifinalen. Låten handlar om seder och bruk hos invandrare till Sverige (av första eller andra generationen), kanske främst de från Balkanhalvön, som kebabpizza och plommonbrännvinet slivovits, och om fördomar.
Låten framfördes 22 juli 2008 i SVT:s Allsång på Skansen.

## Singeln
Singeln "Kebabpizza Slivovitza" släpptes den 20 februari 2008. Den nådde som högst andraplatsen på den svenska singellistan.
Den 2 mars 2008 misslyckades låten att ta sig in på Svensktoppen.

### Låtlista
1. Kebabpizza slivovitza
2. Aldrig lycklig
3. Kebabpizza slivovitza (karaoke version)

### Listplaceringar
| Lista (2008) | Topplacering |
| ------------ | ------------ |
| Sverige      | 2            |